# Micaela
Micaela ist ein weiblicher Vorname.

## Herkunft
Micaela ist die spanische und portugiesische Form von Michaela.
In der Oper Carmen ist es der Name einer Hauptfigur, geschrieben als Micaëla.

## Namensträgerinnen
- Micaela Bara (* 1984), deutsche Film- und Theaterschauspielerin
- Micaela Comberti (1952–2003), britische Violinistin
- Meo-Micaela Hahne (* 1947), deutsche Juristin und Richterin am Bundesgerichtshof
- Micaela Jary (* 1956), deutsche Schriftstellerin
- Micaëla Kreißler (1941–2017), deutsche Schauspielerin und Synchronsprecherin
- Ursula Micaela Morata (1628–1703), Nonne im Orden der Klarissen-Kapuzinerinnen
- Micaela Nevárez (* 1972), puerto-ricanische Schauspielerin
- Micaela Schäfer (* 1983), deutsches Model, Darstellerin, Moderatorin, DJane und Sängerin
- Micaela Vázquez (* 1986), argentinische Schauspielerin und Sängerin
- Micaela Widmer (* 1987), schweizerisch-kanadische Skeletonsportlerin